# 椎出厳嶋神社

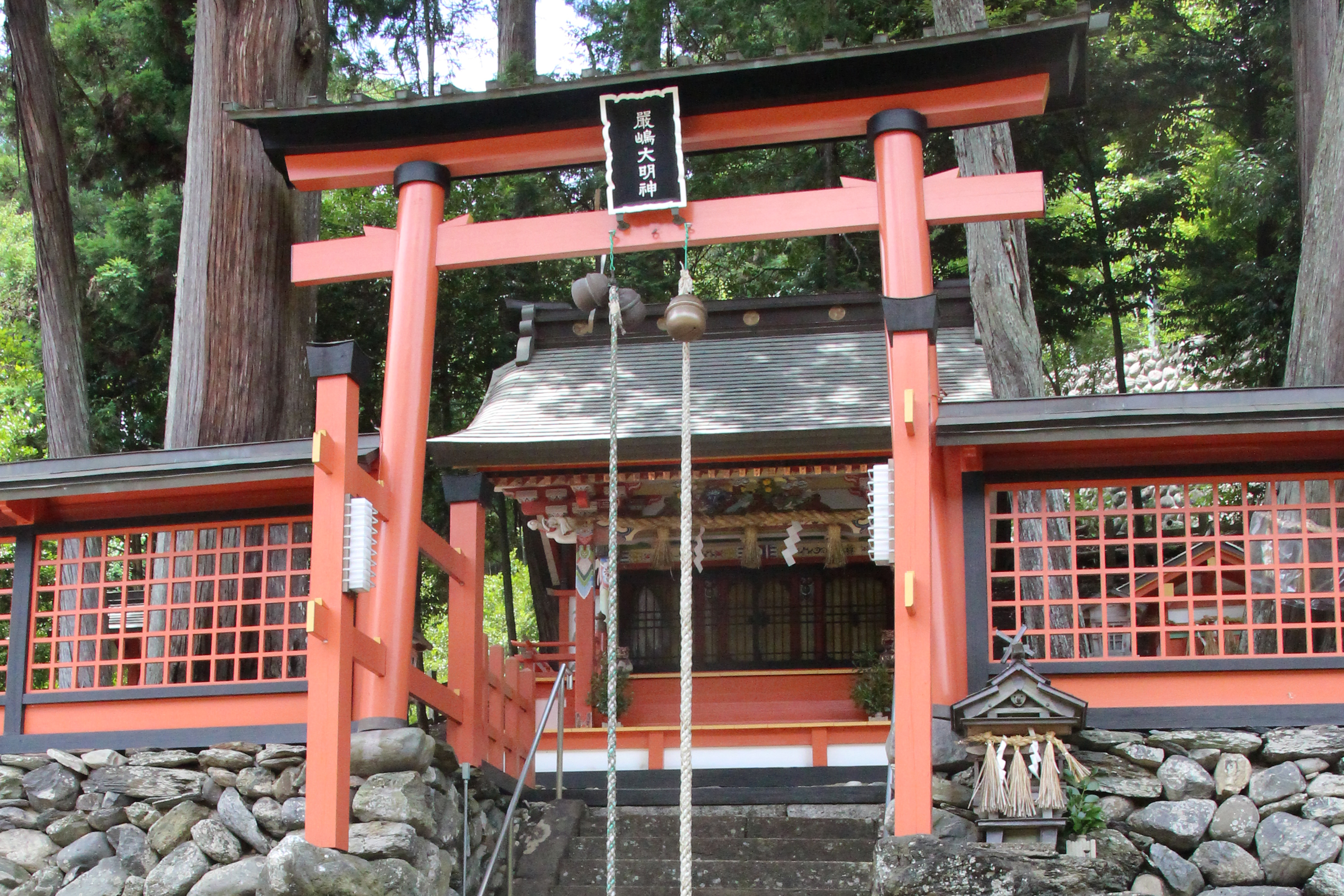
椎出厳島神社

椎出厳嶋神社（しいでいつくしまじんじゃ）は和歌山県伊都郡九度山町椎出にある、椎出鬼の舞で知られる神社。隣接して別当寺の地蔵寺がある。

## 歴史
もとは椎出村の産土神であったが、1911年（明治44年）、町内にある上古沢の厳島神社に合祀され、社殿のみが当地に残された。江戸時代後期の社号は「辨財天社」と記されている。

## 社殿
鮮やかな朱色で、社域も良く手入れされている。
社には像、虎、獅子、兎などがカラフルに描かれている。

### 文化財伝承館「ふれあい」
伝承館には「鬼の舞ミュージアム」が設けられ、代々伝わる衣装や太鼓のレプリカや貴重な資料が展示されている。

## 行事

### 8月16日（毎年同日）　鬼の舞
- 南北朝時代から続くとされる奇祭。

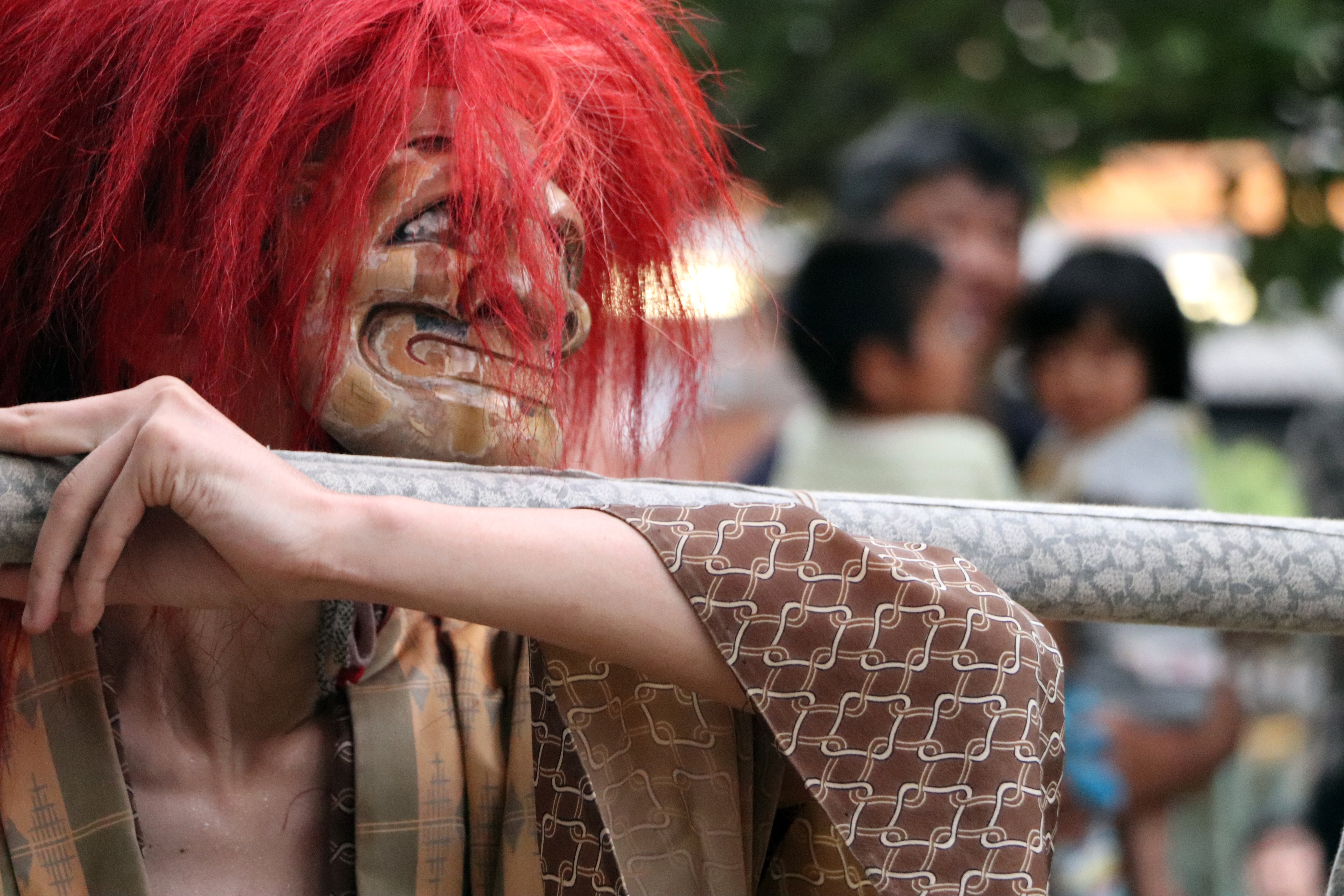
「椎出鬼の舞」の鬼

- 天災や悪疫の退散、五穀豊穣を願い、夕方から奉納される神事。県の無形民俗文化財に指定。

- 江戸時代から始まり、椎出厳島神社で五穀豊穣や悪疫払い、雨乞いを祈願するために行われる。祭事では十人衆[2]と呼ばれる16歳以上の男の子から選ばれた10人が太鼓、笛、音頭取りを行う。鬼は十人衆以外から選ばれ、当日まで誰が鬼役なのか伏せられる。

- 祭事の当日の早朝に「納石の儀」が行われ、続いて「清心の儀」が行われる。
- 納石の儀　十人衆は紀の川で白い石を３個、神社に奉納する。川に入り、般若心経を唱える。３個の石の意味は、過去・現在・未来を意味がある。
- 清心の儀　境内を清め、祭事に使う道具類や御神酒などを供える。神事が終わると、境内で御神酒を拝する。この儀式は、鬼だけに行われ、鬼以外は、式場に入る事ができない。鬼に選ばれると、祭事の前の15日間、不動谷川で身を清める。そして当日は十人衆と同じく、紀の川で白い石を奉納する。ただし十人衆とは別に、夜明け前に行う。
- 「笹ばやし」とも呼ばれ、室町後期に流行した鬼の棒振りを伴う風流囃子物の芸能形式を遺す。[3]

- 午後0時半から八坂神社（高野町細川）で「傘鉾祭り」、午後2時から古沢厳島神社（九度山町上古沢）で「傘鉾神事」、午後5時から椎出厳島神社（九度山町椎出）で「椎出鬼の舞」と、祭りは不動谷川の上流の村から下流の村へと引き継がれるように行われている。[4]
- その他にも高野町花坂の鳴川神社で「鬼もみ」が行われている。[5]また近隣の河根集落にも「鬼」にまつわる祭事があったとされる。
- 謡「ありがたや ありがたや  かみのいとくにあめふりて あめふりて  そうもくもうるうえにて  みよのためしなりけり みよのためしなりけり」

## 交通アクセス
- 南海高野線高野下駅から徒歩で3分。駅に隣接する。